# ハールィチ公国

ハールィチ公国
Галицьке князівство

ハールィチ公国（ハールィチこうこく、ウクライナ語：Галицьке князівство）は、12世紀から13世紀半ばまでキエフ・ルーシの南西部に、13世紀から14世紀までハールィチ・ヴォルィーニ大公国の南部に存在したリューリク朝の公国である。

## 概要
ハールィチ公国は、現在のウクライナのリヴィウ州からイヴァーノ・フランキーウシク州、テルノーピリ州にわたる地域に存在した。公国の公座はハールィチにあり、ルーシ系の公たちによって治められていた。しかし、14世紀後半のハールィチ・ヴォルィーニ戦争の結果、ポーランド王国の領土となると次第に自治権が奪われ、最終的に公は廃されてルーシ県に改められた。